# Jean Honoré
Jean Marcel kardinál Honoré (13. srpna 1920 Saint-Brice-en-Coglès —28. února 2013) byl francouzský římskokatolický kněz, bývalý arcibiskup Tours, kardinál.
Kněžské svěcení přijal 29. června 1943. V letech 1948 až 1958 byl profesorem dogmatické teologie a katechetiky v semináři v Rennes. V letech 1964 až 1972 zastával funkci rektora Katolické univerzity v Angers. V říjnu 1972 byl jmenován biskupem Évreux, biskupské svěcení přijal 17. prosince téhož roku, světitelem byl arcibiskup Rennes, kardinál Paul Gouyon. V srpnu 1981 ho papež Jan Pavel II. jmenoval arcibiskpem Tours.
Podílel se na redakci Katechismu katolické církve a byl autorem celé řady studií, věnovaných životu a spiritualitě kardinála Johna Henryho Newmana.
Po dosažení kanonického věku v roce 1997 na tuto funkci rezignoval. Při konzistoři 21. února 2001 ho papež Jan Pavel II. jmenoval kardinálem. Ve chvíli nominace už měl více než 80 let a nemohl se tak účastnit konkláve.